# Kasteel Maxburg
Het Kasteel Maxburg is een kasteel in de tot de Antwerpse gemeente Hoogstraten behorende plaats Meer, gelegen aan de Maxburgdreef 1.
Het werd gebouwd door Maximiliaan Van den Bergh (1802-1873), oudste zoon van Jean-Jacques Van den Bergh, een Antwerpse reder.

## Familie
Vader Jean-Jacques kocht op 15 oktober 1810 een schip 'Deux Amis'. In 1817 en 1818 wordt er nog mee op Rio de Janeiro gevaren met koffie, katoen, geel hout, suiker, thee, droge huiden, tapioca en koopmansgoederen. Op 9 oktober 1820 wordt het schip (275 ton groot) doorverkocht.

Maximiliaan was samen met zijn broer Jean Félix Van den Bergh een Antwerpse scheepsmakelaar onder de firmanaam Van den Bergh Fils. In 1843 namen beide broers brouwerij en jeneverstokerij "De Gulden Klok" over van hun vader. Jean-Jacques stierf niet veel later. Deze  stokerij was gelegen aan de overzijde van de Oude Leeuwenrui, niet ver van het Eilandje. In 1919 werd deze stokerij verkocht en werd het een pakhuis onder de naam "Magazijn Albert".
De kleinzoon van Jean Félix Van den Bergh was kunstverzamelaar Frits Mayer van den Bergh van het gelijknamig museum in Antwerpen.

## Domein Maxburg

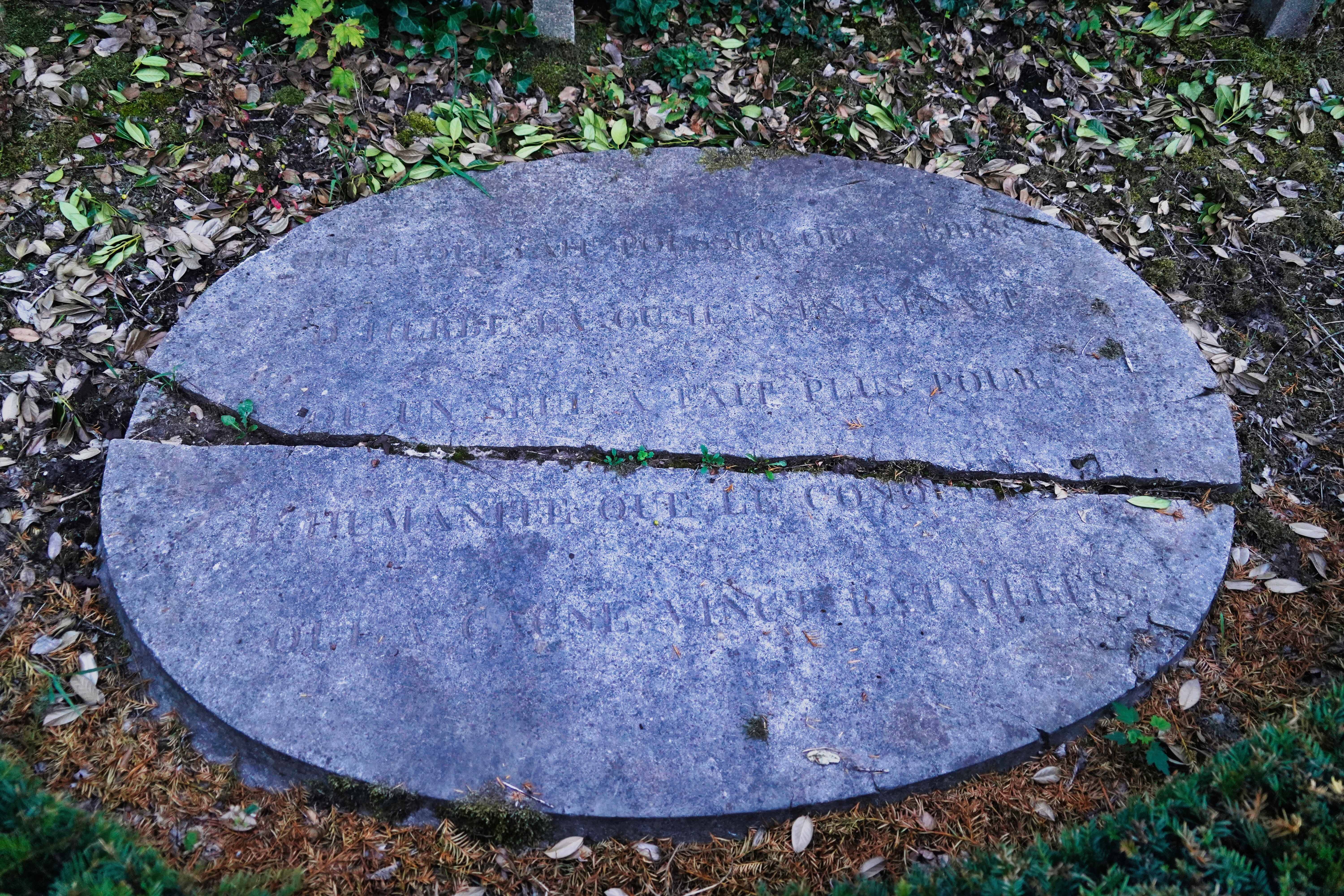
Citaat Jonathan Swift: "Celui qui fait pousser deux brins d'herbe, là où il n'en venait qu'un seul, a fait plus pour l'humanité que le conquérant qui a gagné vingt batailles".

In 1853 kocht Maximiliaan de Heyhoef met 1200 hectare grond in Meer. Mogelijk stond hier reeds sinds 1755 een hertogelijke hoeve, de Aertsehoef van Niklaas Leopold van Salm-Salm, maar het overgrote deel van het gebied was nog onontgonnen terrein. Aan de straatkant staat een arduinen steen met de tekst: "celui qui fait pousser deux brins d'herbe, là où il n'en venait qu'un seul, a fait plus pour l'humanité que le conquérant qui a gagné vingt batailles" (Jonathan Swift).  De steen staat symbool voor de algemene conversie van heidevlakte naar vruchtbare weiden en akkers in de 19de eeuw. De steen ligt aan de oprijlaan aan de straatkant (Maxburgdreef). 
Rond 1860 kwam er een rentmeesterswoning met boerderij bij en in 1863 een stokerij. Op de gronden werd graan geteeld als grondstof voor de jenever. Aan een inscriptie aan de achtergevel lezen we: Max. Van den Berghe 31 mai 1869. Een park rondom moest het helemaal af maken.

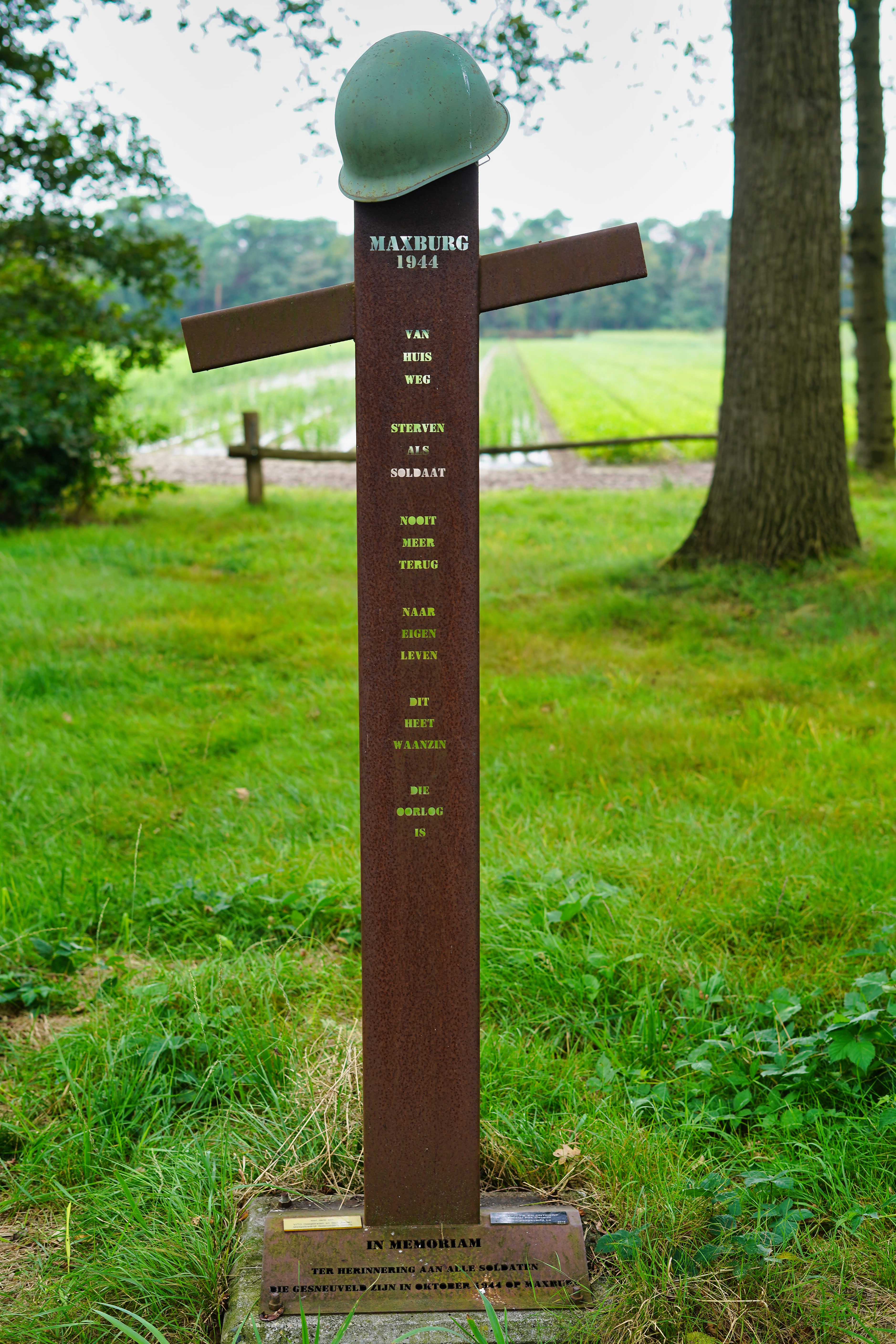
Oorlogsmonument Maxburg

## Nalatenschap
Na zijn dood in 1873 ging het domein over naar zijn broer Jean Félix en via huwelijksbanden kwam het uiteindelijk in handen van de familie Havenith. Met de beurskrach van 1929 kwam deze familie in financiële moeilijkheden en werd het domein verder verkaveld onder lokale boeren en tuinders die er voornamelijk aardbeien telen.
Eind jaren dertig kocht onderpastoor Albert Naveau het landhuis waar hij er een natuurhistorisch museum, een bewaarschool en een vakantieverblijf van maakte. Tijdens de Tweede Wereldoorlog werd het kasteel enkele maanden gebruikt als kamp door de Vrijwillige Arbeidsdienst voor Vlaanderen die er verder ontginningswerken uitvoerden. Daarna bleef het kasteel lange tijd leeg staan en het geraakte ernstig in verval. In de periode 1994-1999 werd een grondige restauratie uitgevoerd door de toenmalige eigenaar. Tot 2008 werd het uitgebaat als bed and breakfast. Daarna werd het weer verkocht.

## Monument Maxburg
Eind oktober 1944 werd in het grensgebied bij kasteel Maxburg enkele dagen hevig weerstand geboden door Duitse troepen en daarbij vielen nogal wat slachtoffers. Het domein werd uiteindelijk op 27 oktober 1944 ingenomen door de Timberwolves. Tegen de avond verschenen de eerste Amerikaanse verkenners ook in de dorpskom van Meer. De Timberwolves konden die dag tevens doorstoten tot de Nederlandse buurgemeente Zundert. In 2018 werd er bij de landsgrens in Maxburg een monument geplaatst. Het werd ontworpen door Jos Vinkx naar aanleiding van een theaterwandeling geïnspireerd door de bevrijdingsperiode in dit gebied. De leerlingen van VITO Hoogstraten werkten het monument uit.